# CSS General Sumter
CSS General Sumter – amerykański okręt rzeczny – taranowiec z okresu wojny secesyjnej, przebudowany ze statku Junius Beebe, używany przez wojska Konfederacji, a następnie Unii jako Sumter, podczas kampanii na Missisipi.

## Budowa
„General Sumter” został zbudowany w Algiers w Luizjanie w 1853 roku jako cywilny statek – drewniany bocznokołowy pchacz o napędzie parowym „Junius Beebe”. Jako statek operował głównie na Missisipi i jej dopływach.
Po wybuchu wojny domowej w USA, „Junius Beebe” został w 1861 zakupiony przez stan Luizjana od armatora Southern Steamship Co. Charlesa H. Morgana. Służył przez pewien czas jako statek w służbie rządu stanowego, po czym 25 stycznia 1862 w stoczni James Martin w Algiers rozpoczęto jego przebudowę na okręt – taranowiec. Otrzymał nazwę prawdopodobnie na cześć generała Thomasa Sumtera z okresu wojny o niepodległość.
Przebudowa polegała przede wszystkim na wzmocnieniu jego dziobu przez pokrycie go drewnem dębowym grubości 10 cm (4 cale) i żelaznymi płytami grubości 25 mm (1 cal). Wzmocniono osłonę maszynowni przez dodatkowe przegrody, a ściany nadbudówki osłonięto belami sprasowanej bawełny umieszczonymi pomiędzy dodatkowymi drewnianymi ściankami, co dawało ochronę przed ostrzałem z broni strzeleckiej, stąd „General Sumter” był zaliczany do okrętów typu cottonclad. Zamontowano też na nim uzbrojenie w postaci jednego działa gładkolufowego 32-funtowego (kalibru 163 mm) (według innych publikacji, miał cztery działa 32-funtowe i jedno 12-funtowe).

## Służba w siłach Konfederacji
Po przebudowie, w kwietniu 1862 „General Sumter” wszedł w skład Flotylli Obrony Rzeki (River Defense Fleet) Armii Konfederacji i wziął udział w kampanii na Missisipi.
Dowodził nim początkowo komandor (Captain) W. W. Lamb. 10 maja taranowiec wziął udział w zwycięskiej bitwie pod Fort Pillow (Plum Point Bend) z kanonierkami pancernymi Unii. Jako trzeci, po taranowcach CSS „General Bragg” i „General Sterling Price”, staranował i poważnie uszkodził kanonierkę pancerną USS „Cincinnati”, która zatonęła na płyciźnie. Według części źródeł, następnie w ten sam sposób zaatakował też USS „Mound City”, która – po staranowaniu jeszcze przez CSS „General Earl Van Dorn” – również została unieruchomiona. Następnie jednak „Sumter” dostał się pod ostrzał kanonierki pancernej USS „Carondelet”, której pocisk, według niektórych źródeł, spowodował wybuch kotła i poważne uszkodzenia. Według niektórych źródeł na początku starcia dwa pociski „Sumtera” uszkodziły z niewielkiej odległości łódź moździerzową (mortar boat) nr 16, prawdopodobnie dokonał tego jednak CSS „General Earl Van Dorn”.
6 czerwca 1862 doszło do bitwy pod Memphis, z pancernymi kanonierkami i nowymi taranowcami Unii, przegranej przez Konfederatów. Podczas niej „General Sumter” staranował i uszkodził taranowiec CSS „Queen of the West”. Ostatecznie „General Sumter” został poważnie uszkodzony ogniem kanonierek i uszkodzony wyrzucił się na brzeg, po stronie Arkansas.

## Służba w siłach Unii
Po remoncie taranowiec został wcielony do służby w marynarce Unii, pod nazwą USS „Sumter”. Jako uzbrojenie wykazywano 2 działa 32-funtowe. Już w sierpniu 1862 „Sumter” wszedł na mieliznę koło Bayou Sara w Luizjanie i został uszkodzony, po czym został tam porzucony i nie został już wyremontowany. Wymontowano jedynie część maszyn na potrzeby części zamiennych, reszta okrętu została później częściowo rozebrana przez ludność, a wrak ostatecznie został spalony przez Konfederatów.